# Earias partita
Earias partita är en fjärilsart som beskrevs av Walker 1865. Earias partita ingår i släktet Earias och familjen trågspinnare. Inga underarter finns listade i Catalogue of Life.